# لينارت أندرسون (لاعب القفز الثلاثي)
لينارت أندرسون (بالسويدية: Lennart Andersson)‏ هو لاعب القفز الثلاثي سويدي، ولد في 17 يناير 1914 في لوند في السويد، وتوفي في 18 ديسمبر 1997 في غوتنبرغ في السويد.

## وصلات خارجية
- لينارت أندرسون على موقع أوليمبيديا (الإنجليزية)
- لينارت أندرسون على موقع اللجنة الأولمبية السويدية (السويدية)